# Lethrinops gossei
Lethrinops gossei är en fiskart som beskrevs av Burgess och Axelrod, 1973. Lethrinops gossei ingår i släktet Lethrinops och familjen Cichlidae. IUCN kategoriserar arten globalt som livskraftig. Inga underarter finns listade i Catalogue of Life.